# Хорватия на «Евровидении-2008»
Хорватия на «Евровидении-2008» выступила в 16-й раз за свою историю. Она отправила в Белград группу Kraljevi Ulice и 75 Cents с песней «Romanca». Песня прошла в финал, в котором хорватские исполнители заняли 21-е место с 44 очками.

## Исполнители
«Kraljevi Ulice» (с хорв. — «Короли улиц») — хорватский музыкальный коллектив, исполняющий «староградскую» музыку в стиле ретро и городского романса. Он появился в 1987 году и стал регулярно выступать на центральной площади Загреба. С момента своего образования группа регулярно гастролирует по всей Европе, создав собственный фестиваль под названием «Cest Is D'Best». Группа трижды выступала в хорватском музыкальном конкурсе «Dora», который является официальным отбором на Евровидение: в 2006 году она исполняла песню «Kao san», в 2007 году — «Pjesma za novčić». В обоих случаях музыканты занимали 2-е место.
В состав группы входят на постоянной основе Миран «Хаджи» Велькович (скрипка, вокал) и Златко «Пайо» Петрович (гитара, вокал). На Евровидение вместе с ними отправились приглашённые Зоран Ловрич (бас) и Ладислав «Лаци» Деметерович (вокал). Последний выступал под сценическим псевдонимом «75 Cents» (в год конкурса ему исполнилось 75 лет), в Хорватии же его знали ещё и по псевдониму «4 Kuna 20 Lipas»; в группе он играл на пианино и гармонике. В составе делегации также была танцовщица Мия Лисак.

## Национальный отбор

### Формат
В 2007 году Хорватия впервые за свою историю выступлений на Евровидении пропустила финал, поэтому организационный комитет надеялся на возвращение и успех в 2008 году. Для организации конкурса был подготовлен полуфинал, в котором участвовали 14 песен: ещё 4 исполнялись номинально как внеконкурсные, но в случае дисквалификации могли занять места выбывших из соревнования. 14 песен выбирались из более чем 200 на основании открытого отбора. Шесть песен на основании телезрительского и судейского голосования выходили в финал, к которым присоединялись ещё 10 песен, не участвовавших в отборе.
Среди участников выделялись две конкурсантки, уже участвовавшие в Евровидении: Эмилия Кокич, победительница Евровидения-1989 в составе югославской группы «Riva», и Майя Благдан, участница Евровидения-1996 от Хорватии. За два дня до финала была дисквалифицирована песня «Milina» Дино Дворника и группы «Bane», причём несмотря на то, что телефонный номер для голосования был сохранён, никакие телезрительские голоса не начислялись Дино Дворнику.

### Результаты
Полуфинал состоялся 22 февраля 2008, а финал — 23 февраля. По 31 баллу набрали Антония Шола и «Kraljevi Ulice», однако окончательное решение вынесло жюри, которое отдало больше голосов группе «Kraljevi Ulice».
| №  | Исполнитель               | Песня                     | Телеголоса | Телеголоса | Жюри | Всего | Место |
| 1  | Dye and the Colors        | Zažmirim i putujem        | 496        | 8          | 4    | 12    | 12    |
| 2  | Хари Рончевич             | Ležim na suncu            | 229        | 4          | 2    | 6     | 15    |
| 3  | Эмилия Кокич              | Anđeo                     | 1554       | 12         | 8    | 20    | 6     |
| 4  | Prva Liga i Druge         | Vila                      | 2571       | 14         | 6    | 20    | 6     |
| 5  | Тамара Обровац            | Amor                      | 279        | 6          | 14   | 20    | 6     |
| 6  | Перо Галич                | Otvori mi oči             | 690        | 9          | 6    | 15    | 10    |
| 7  | Антония Шола              | Gdje je srce tu je dom    | 4119       | 16         | 15   | 31    | 2     |
| 8  | Иво Гамулин Джанни        | Sanjam                    | 1858       | 13         | 12   | 25    | 3     |
| 9  | Ален Исламович            | Mirno spava kosa plava    | 193        | 3          | 8    | 11    | 13    |
| 10 | Майя Благдан              | Zvala sam ga Anđele       | 247        | 5          | 4    | 9     | 14    |
| 11 | Giuliano                  | Plava vještica            | 117        | 2          | 12   | 14    | 11    |
| 12 | Майя Шупут                | Lako zaljubljiva          | 835        | 10         | 12   | 22    | 5     |
| 13 | Kraljevi Ulice & 75 Cents | Romanca                   | 3882       | 15         | 16   | 31    | 1     |
| 14 | Bonaca & Nera             | Tvoje oko ka' more duboko | 1246       | 13         | 11   | 24    | 4     |
| 15 | Ивана Банфич              | Mir                       | 358        | 7          | 9    | 16    | 9     |
| 16 | Dino Dvornik & Bane       | Milina                    | 0          | 1          | 1    | 2     | 16    |

## Шансы
Участники от Хорватии рассчитывали выступить эффектно, но без использования масок и грима а-ля Lordi в 2006 году.
Мнения экспертов разделились, поскольку стиль не очень был знаком европейской аудитории, но участникам интернет-проекта «Евровидение-Казахстан» он значительно напомнил русский шансон с элементами цыганского романса. Автор проекта Андрей Михеев был крайне осторожен в прогнозах, предполагая выход песни в финал и невысокое место:

- Музыка: По всей видимости, это балканский вариант русского шансона - хорватский романс. 8/10
- Текст: Отличная романтически-философская лирика. 9/10
- Вокал: Видимо, с прошлого года Хорватия нацелилась на побитие рекорда по возрасту исполнителей Евровидения. Основной вокал достаточно силен. 8/10
- Итог: Возможно, и выйдет в финал, но не будет на первых ролях. 7/10

Однако председатель российского фан-клуба OGAE Антон Кулаков был более оптимистичен в оценках, назвав песню претендентом на победу в конкурсе:

- Музыка: Старомодный и неподражаемый балканский шансон с легкой цыганочкой. Блестяще. 10/10
- Текст: Городская лирика о том, как они споют свою песню вместе. 9.5/10
- Вокал: Очень ностальгический и шансонный. 10/10
- Итог: Определенно то, с чем надо бы и побеждать.

## Вещание
За показ конкурса отвечала телерадиокомпания HRT. Комментировал конкурс Душко Чурлич, голоса объявляла Барбара Колар.

## Выступление и итог
Хорватия выступила во втором полуфинале 22 мая 2008 под 11-м номером: в выступлении Мия Лисак играла на ксилофоне из бутылок с вином, а 75 Cents специально подыгрывал на граммофоне с пластинкой, изображая ди-джея. Песня заняла 4-е место со 112 очками и вышла в финал. В финале 24 мая 2008 группа выступала 9-й, но набрала только 44 очка и стала 21-й. Российский музыкальный критик Артемий Троицкий, следивший из студии телеканала «Россия» за выступлением стран, аплодировал хорватскому коллективу.

## Голоса

### В полуфинале
| Голоса за Хорватию | Голоса за Хорватию                 |
| ------------------ | ---------------------------------- |
| Оценка             | Страны                             |
| 12                 | —                                  |
| 10                 | Македония Венгрия Сербия           |
| 8                  | Грузия                             |
| 7                  | Латвия Украина Белоруссия          |
| 6                  | Швейцария Кипр Португалия Болгария |
| 5                  | Турция Литва                       |
| 4                  | Исландия Швеция                    |
| 3                  | Дания Албания Чехия                |
| 2                  | Франция                            |
| 1                  | —                                  |

| Голоса телезрителей Хорватии | Голоса телезрителей Хорватии |
| ---------------------------- | ---------------------------- |
| Оценка                       | Страна                       |
| 12                           | Македония                    |
| 10                           | Албания                      |
| 8                            | Португалия                   |
| 7                            | Украина                      |
| 6                            | Латвия                       |
| 5                            | Швейцария                    |
| 4                            | Мальта                       |
| 3                            | Дания                        |
| 2                            | Чехия                        |
| 1                            | Болгария                     |

### В финале
| Голоса за Хорватию | Голоса за Хорватию                    |
| ------------------ | ------------------------------------- |
| Оценка             | Страны                                |
| 12                 | —                                     |
| 10                 | Босния и Герцеговина                  |
| 8                  | Словения                              |
| 7                  | —                                     |
| 6                  | —                                     |
| 5                  | Латвия                                |
| 4                  | —                                     |
| 3                  | Швейцария Португалия Сербия           |
| 2                  | Германия Македония Армения Черногория |
| 1                  | Румыния Россия Украина Грузия         |

| Голоса телезрителей Хорватии | Голоса телезрителей Хорватии |
| ---------------------------- | ---------------------------- |
| Оценка                       | Страна                       |
| 12                           | Босния и Герцеговина         |
| 10                           | Сербия                       |
| 8                            | Албания                      |
| 7                            | Украина                      |
| 6                            | Россия                       |
| 5                            | Греция                       |
| 4                            | Латвия                       |
| 3                            | Португалия                   |
| 2                            | Израиль                      |
| 1                            | Норвегия                     |